# 八卦太極拳
八卦太极拳是指清朝董海川、杨露禅与郭云深创立的一套武术，主要强调使用太极行功方式来加强练习八卦掌的细微发劲技巧，并以吐纳与太极要诀来配合八卦掌动作修炼内息，强调的仍为八卦掌的转折轻灵与八卦劲培炼，小部份攻式则采取形意拳发劲法，杨露禅得知后，视为内家派武学观念的大突破，是与董海川先生交流研究，试图为内家拳融合寻找可行的道路，在杨露禅过世后,董海川仍持续研究,并由形意名家指点发劲。开始将此功法视为综合八卦掌、太极拳、形意拳三家拳法的一种修炼方式，至此雏形建立，称之为『八卦太极』。

## 历史
创拳的具体年份因该拳无谱代记载而缺乏史料以至暂不可考，不过据传的大体过程是，八卦掌祖师董海川、太极拳宗师杨露禅、形意拳宗师郭云深在互相深入了解后，撇弃传统武术门派的旧约束，决定联手创造出一种融合了三种内家拳的新的拳术，集三家之长，补三家之短。在三人研究出一个大概的雏形为八卦太极拳，起初只在各自得意门生中相传。董海川传刘德宽再传李元智中央国术馆专家教授、吴俊山中央国术馆专家教授，二人对数门武技进行标准化、系统化教学编撰，其中一门正是八卦太极拳，套路确立后，中央国术馆深知此拳法的武术价值，于是将八卦太极拳列为馆内学生必修科目，并只限于馆内传授！由李元智先生负责馆内教学，订于每日早上为学生必练项目。后因此拳难度颇高，李元智将原套路招式、次序不变情形下，将高难度动作做大幅度简化，再次改编为145式八卦太极，主要流传下来的八卦太极拳145式，为中央国术馆版本，但是直到20世纪40年代亦未能公开传习于世。1949年后，该拳法开始在台湾高雄、北京、天津、济南传播，后流入云南、中国东北，发展成为今天的八卦太极系统武术。

## 特征
八卦太极拳招式共计145式与赵系48式版本，有着很强的实战能力，同时八卦掌与太极拳皆具备的养生功能在融合后亦有一定的养生功效。其具有八卦掌的刚劲和太极拳的松柔双重特点。与众多内家拳一样，八卦太极拳注重内力的运用。行拳动作古朴淡雅，招式形奇意怪，具有一定的难度，但同时也有不小的杀伤力。

## 名家
- 夏国勋
- 刘德宽
- 李元智
- 傅淑雲
- 赵福林
- 李存义
- 程海亭
- 郭铸山
- 许轩纶
- 张凤杰

## 现状
八卦太极拳在今天的发展并不理想，全国仅台湾高雄和山东济南有以八卦太极拳的拳馆。与遍布世界的陈氏太极拳呈鲜明对比。其主要原因是因为其难度大，且历代八卦太极拳拳师皆讲求口教心授，不撰拳谱，导致无法无师自通。并且八卦太极拳基本是由八卦掌的部分传人负责传承，其地位并未受到历代拳师重视，皆视其位于八卦掌之下，为发展带来了阻碍。而文革禁武更是几乎使其绝迹。